# Liste der Vizegouverneure von Arkansas

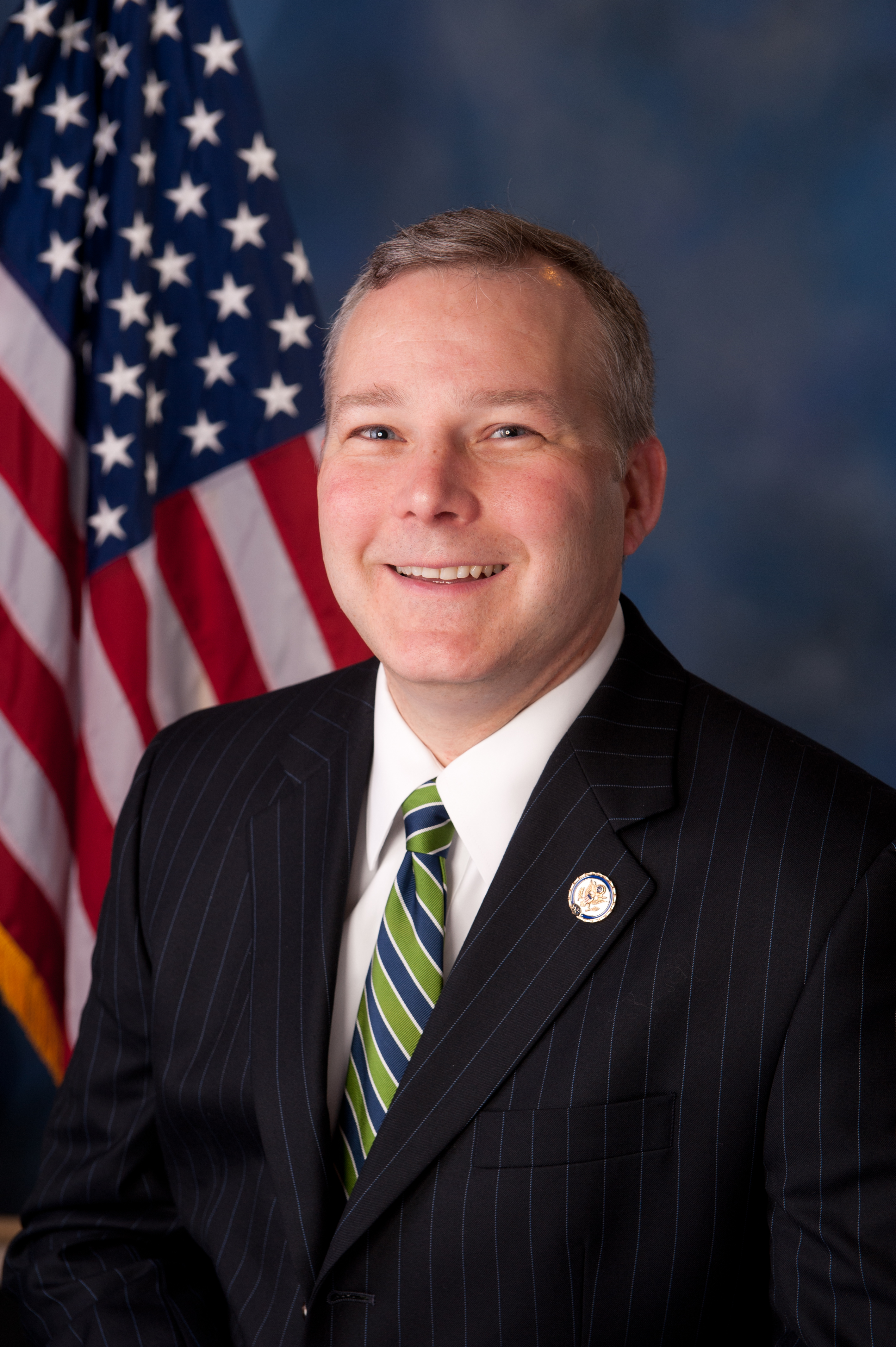
Tim Griffin, derzeitiger Vizegouverneur von Arkansas

Das Amt des Vizegouverneurs von Arkansas wurde mit der neuen Staatsverfassung von 1863 eingeführt, jedoch bei der nächsten Verfassungsänderung 1868 wieder abgeschafft. Danach wurde es erst wieder 1914 eingeführt. 1926 fand erstmals eine Wahl statt, um es zu besetzen.
Der Vizegouverneur wird in einer separaten Wahl (nicht auf einem sogenannten ticket zusammen mit dem Gouverneur) vom Volk bestimmt.
| Name                      | Amtszeit  | Partei       |
| ------------------------- | --------- | ------------ |
| Calvin Comins Bliss       | 1863–1868 |              |
| Amt abgeschafft           |           |              |
| Harvey Parnell            | 1927–1928 | Demokrat     |
| William Lee Cazort        | 1929–1931 | Demokrat     |
| Lawrence Elery Wilson     | 1931–1933 | Demokrat     |
| William Lee Cazort        | 1933–1937 | Demokrat     |
| Robert L. Bailey          | 1937–1943 | Demokrat     |
| James Lavesque Shaver     | 1943–1947 | Demokrat     |
| Nathan Green Gordon       | 1947–1967 | Demokrat     |
| Maurice Lee Britt         | 1967–1971 | Republikaner |
| Bob Cowley Riley          | 1971–1975 | Demokrat     |
| Joe Edward Purcell        | 1975–1981 | Demokrat     |
| Winston Bryant            | 1981–1991 | Demokrat     |
| James Guy Tucker          | 1991–1992 | Demokrat     |
| Michael Dale Huckabee     | 1993–1996 | Republikaner |
| Winthrop Paul Rockefeller | 1996–2006 | Republikaner |
| William A. Halter         | 2007–2011 | Demokrat     |
| Mark A. Darr              | 2011–2015 | Republikaner |
| John Timothy Griffin      | seit 2015 | Republikaner |